# تروشکی، گمینا پیاتنیکا
تروشکی، گمینا پیاتنیکا (به لاتین: Truszki, Gmina Piątnica) یک منطقهٔ مسکونی در لهستان است که در Gmina Piątnica واقع شده‌است.